# 김성실
김성실(1989년 3월 25일 ~ )은 대한민국의 2012년 미스코리아 전북 선(善)이다.

## 프로필
- 출생: 1989년 3월 25일
- 신체: 178.7cm, 57.3kg, 35-24-36
- 학력: 충청대학교 아동복지학과
- 수상: 2012년 미스코리아 전북 선(善)
- 취미: 영화감상, 꽃꽂이
- 특기: 꽃꽂이, 구연동화